# Ottavianiho intervence

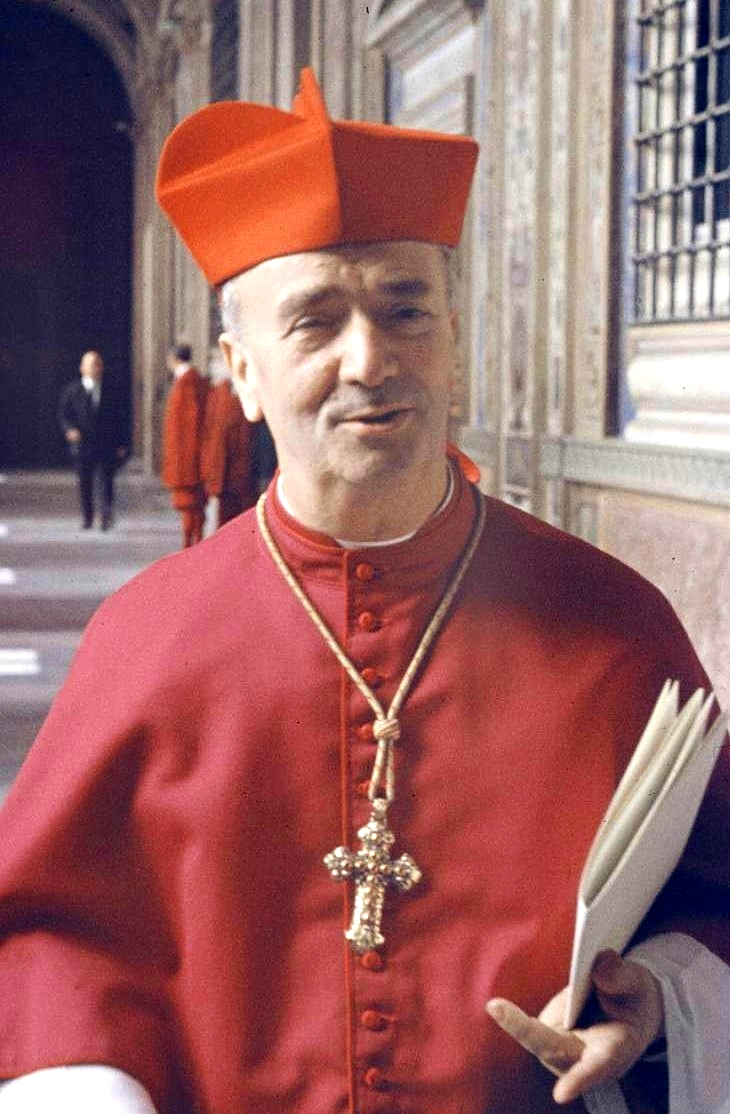
Alfredo Ottaviani

Ottavianiho intervence (Stručný kritický rozbor Nového mešního řádu, v originále Breve Esame Critico del Novus Ordo Missae) je označení pro studii z 5. června 1969.
Studie byla společně s krátkým dopisem z 25. září 1969 zaslána kardinály Alfredem Ottavianim a Antoniem Baccim papeži Pavlu VI. Od té doby se vžilo označení Ottavianiho intervence. Práce vrhá pochybnost na pravověrnost Nového mešního řádu, který byl vydán 3. dubna téhož roku, ačkoliv definitivní text ještě nevyšel. Žádá jeho stáhnutí a návrat k dosavadnímu způsobu slavení (viz tridentská mše). Svého požadavku však autoři nedosáhli. Vydání nového misálu se jen o půl roku prodloužilo, byla mu pozměněna předmluva a nahrazeno pouze několik formulací.

## Dopis kardinálů Ottavianiho a Bacciho
V krátkém dopise, předloženém společně s rozborem, kardinálové píší, že Nový mešní řád se „nápadně odchyluje v celku i v jednotlivostech od katolické teologie mše svaté, jak byla formulována na XXII. zasedání Tridentského koncilu“. Odchylku považují za tak vážnou, že jí nelze obhájit jakýmikoliv pastoračními důvody. Píší taktéž, že sami věřící prohlašují, že další změny v liturgii „jsou jim nesnesitelné a nesporně zmenšují jejich víru“, a že „ve valné části kléru se to projevuje mučivou krizí svědomí, o níž se nám dostává denně nespočetných důkazů“. Na závěr apelují na Svatého otce, aby jejich úvahy u něj našly ohlas: „Poddaní, pro jejichž dobro se vydával zákon, měli vždycky právo, ba i povinnost, žádat s dětinnou důvěrou zákonodárce, aby odvolal zákon, který se naopak projevil jako škodlivý.“

## ObsahStručného kritického rozboru Nového mešního řádu

### Nová liturgie
Na začátku se proti Novému mešnímu řádu staví námitka, že o podobné záležitosti (tenkrát tzv. „normativní mši“) se hlasovalo již v roce 1967 a synoda ji odmítla a teď se zavádí prakticky táž mše, bez toho, aniž by předtím byly nějak dotazovány biskupské konference. Proti tomu je obhajován římský misál Pia V., který z velké části pochází už z dob Řehoře Velikého a z dob ještě starších. V rozboru autoři uvádí i to, že „lid totiž naprosto nikdy nechtěl změněnou nebo zkomolenou liturgii, aby jí lépe rozuměl“, ale „spíše toužil po tom, aby lépe pochopil neměnitelnou liturgii“. Dále pokračují: „Není možno pochopit, proč by [misál Pia V.] měl být pojednou na překážku lepší účasti a hlubšímu pochopení posvátné liturgie a přes všechny uznané výhody pojednou nebyl shledán vhodným k tomu, aby nadále živil liturgickou zbožnost křesťanského lidu. Nelze pochopit důvody, proč se zákonem zavádí táž ’normativní mše, která byla biskupskou synodou vlastně odmítnuta a dnes se nám předkládá a ukládá jako Nový mešní řád, ačkoliv nikdy nebyla předložena k posouzení biskupským konferencím.“ Tuto sekci pak zakončují ostrou proklamací, že Nový mešní řád stejně jako „normativní mše“ „by mohly v mnoha směrech uspokojit i ty nejliberálnější protestanty“.

### Kritika definice mše v Novém mešním řádu
Následuje kritika definice mše, jak je podána ve Všeobecných pokynech k novému misálu. Ta se dle autorů omezuje na jakousi „hostinu“ a vůbec nezmiňuje žádné dogmatické hodnoty, „které tvoří skutečnou a pravou definici mše“. Vynechává skutečnou přítomnost a oběť a „nejvnitřnější hodnotu eucharistické oběti, která naprosto nezávisí na přítomnosti shromáždění“. Kritizováno je také rozdělení mše na „bohoslužbu slova“ a „slavení eucharistie“ s vysvětlením v misálu, že se prostírá „stůl Božího slova“ stejně jako „Těla Kristova“. Dle autorů rozboru je to „naprosto falešné a nelegitimní připodobňování obou částí liturgie, jako by to byly jen dvě znamení téže symbolické hodnoty“.

### Zamlžování faktu oběti
Dle autorů je v Novém mešním řádu opomíjeno, že mše svatá je především obětí chvály a obětí smírnou, nikoliv nějakou hostinou či prostým shromážděním. Formulace Nového mešního řádu považují za nebezpečně dvojsmyslné a neurčité, jakoby odkazovaly jen na nějaké symbolické aspekty a proměňování pouze duchovní, nikoliv podstatné. To je podporováno vypuštěním mnoha modliteb, které byly obsaženy v ritu Pia V., a které účel mše jasně vyjadřovaly. Všechny tyto aspekty vedou nakonec dle autorů k tomu, že „účast na obětování Beránka se stává shromážděním lidumilů a dobročinným banketem“.

### Popření skutečné přítomnosti
Mezi hlavní důvody nezdůrazňování oběti patří dle autorů „potlačení ústřední úlohy skutečné přítomnosti, kterou dosavadní liturgie vyjadřovala nad slunce jasněji“. Zrušení mnoha předpisů okolo nakládání s nejsvětější svátostí (např. pokleknutí ihned po vyslovení konsekračních slov, purifikace prstů v kalichu a jejich chránění od jakéhokoliv profánního dotyku po proměňování až do purifikace, používání pally) dle nich „urážlivě potvrzuje nevyslovené odmítnutí víry v dogma o skutečné přítomnosti“.
V této souvislosti je i kritizováno nahrazení oltáře obětním stolem a jeho oddělení od stěny, umisťování svatostánku mimo hlavní oltář na jiné místo apod. Tvrdá kritika je také věnována přepracování části, kde se nachází slova proměňování a přidání k římskému kánonu dalších tří eucharistických modliteb. Zde jsou kritizovány konkrétní formulace, které jsou dle autorů zavádějící a dvojsmyslné.

### Úloha kněze a další změny
Úloha kněze se dle studie redukovala na minimum. Není již zdůrazňovaná jeho kněžská pravomoc a vznešenost, ale stává se pouhým předsedajícím shromáždění – bratrem. „Postavení kněze se snižuje na minimum, mění a falšuje.“ Nevhodné je i odstranění některých liturgických rouch, která mají kněžské pravomoci právě zdůrazňovat. Jako nevhodné chápou různá vynechání jmenování archanděla Michaela, sv. Petra a Pavla a další takové změny. Kritizovány jsou texty nových eucharistických modliteb: „V žádné ze tří nových eucharistických modliteb není ani nejmenší náznak nějakého stavu utrpení a potřebnosti pomoci u zemřelých, žádná neumožňuje zvláštní memento za zemřelé, čímž se opět podkopává víra ve smírnou a vykupitelskou povahu mešní oběti.“ „Různé vynechávky soustavně desakralizují a znehodnocují tajemství Církve...“
Dalším bodem kritiky je zprofanování prostředí, v kterém je možno mši sloužit. Nový řád umožňuje její sloužení i mimo kostel. Další prvky pak autoři shrnují takto: „Ministrantům (a dokonce laikům při přijímání pod obojí způsobou) se dovoluje dotýkat se posvátných nádob. V kostele se vytváří neuvěřitelná atmosféra, když se mají neustále střídat kněz, jáhen, podjáhen, předzpěvák, komentátor (jímž se asi stane kněz, poněvadž je stále povzbuzován, aby ’vysvětloval’, co právě dělá), lektoři (muži a ženy), když klerici nebo laici mají přijímat věřící u vchodu a uvádět je na místa, zatímco jiní mají konat sbírky, přinášet a třídit dary. Navzdory údajnému nadšení pro Písmo předstupuje před nás protistarozákonní a protipavlovská [1 Kor 14, 34; 1 Tim 2, 11-12] 'mulier idonea – způsobilá žena', která bude poprvé v tradici Církve oprávněna přednášet čtení a zastávat jiné ’služby, které se vykonávají mimo presbytář’. Koncelebrační mánie bude mít za následek zničení eucharistické zbožnosti kněze a zatemní ústřední postavu Krista, který jest jediným Knězem a Obětí, a takto ji nechá rozplynout v kolektivní přítomnosti koncelebrantů.“

### Rozklad jednoty kultu a víry
Nový mešní řád považují autoři za ohrožení pro jednotu kultu v církvi, a v tomto důsledku i jednoty víry. K tomu dle nich slouží i vyloučení univerzálního jazyka – latiny. K tomuto tématu předkládají autoři vážná slova: „Apoštolská konstituce [ze 3. 4. 1969] sama zasazuje smrtelnou ránu univerzálnímu jazyku, mimo jiné také proti výslovnému přání II. vatikánského koncilu... Konec latiny je tedy hotová věc, z něho logicky vyplývá i konec gregoriánského chorálu, který II. vatikánský koncil uznal za ’vlastní zpěv římské liturgie’ a rozhodl, aby mu při liturgických úkonech patřilo ’čelné místo’ (SC 116).
Nový obřad se tedy jeví od počátku jako pluralistický a experimentální a vázaný na místo a dobu. V čem tedy bude pozůstávat jednota víry, když je jednou provždy zničena jednota kultu, z níž vyrůstá jednota víry a o níž se vždy mluvilo jako o něčem podstatném, co se musí nekompromisně hájit?
Je jasno, že Nový mešní řád už nechce vyjadřovat víru Tridentského sněmu, s níž je však katolické svědomí navždy svázáno. Opravdový katolík je tedy počínaje promulgací Nového mešního řádu postaven před tragickou nutnost volby.“

### Závěr
Závěrem rozbor varuje před krizí v církvi, která tímto nastane, a označuje Nový mešní řád za degradovaný, který „jistě potěší všechny skupiny, které se pohybují na pokraji apostaze, ty, kteří pustoší Církev tím, že nahlodávají její organismus, jednotu naukovou, liturgickou, mravní a disciplinární a tím vyvolávají v Církvi dosud nebývalou duchovní krizi.“ Na úplný závěr píší tato slova: „Opouští-li se tedy celá liturgická tradice, která po čtyři století byla zárukou jednoty kultu, a nahrazuje-li se jinou, která je výrazem rozdělení a záminkou pro mnoho svévolností, jež implicitně autorizuje, která se nadto hemží záludnostmi i zjevnými bludy proti čistotě katolické víry, pak je to, velmi mírně řečeno, nepředstavitelná chyba.“

## Reakce Svatého stolce a související události
Papež Pavel VI. předložil záležitost Kongregaci pro nauku víry (kterou dříve řídil sám Alfredo Ottaviani). Ta v odpovědi 12. listopadu 1969 uvedla, že práce obsahuje mnoho vyjádření, která jsou „povrchní, přehnaná, emocionální a chybná“.
Od vydání Nového mešního řádu se neupustilo, a stal se tak hlavním způsobem slavení liturgie, kterým zůstává dodnes. Objevily se však skupiny a osoby, které sloužení podle Nového mešního řádu odmítly. Některé z nich byly, či se později staly, řádnými společenstvími uvnitř římskokatolické církve, jiné byly se Svatým stolcem v určitých sporech, které přetrvávají až dodnes. Největší takovou skupinou je Kněžské bratrstvo svatého Pia X., které založil sám Marcel Lefebvre. Pro dohled nad těmito tradicionalistickými skupinami byla v roce 1988 zřízena Papežská komise Ecclesia Dei.
K dalšímu významnému posunu ve vztahu ke staršímu způsobu slavení došlo za pontifikátu Benedikta XVI. vydáním dokumentů Summorum pontificum a Ecclesiae unitatem a zrušením exkomunikace čtyř biskupů Kněžského bratrstva sv. Pia X.